# 상해 55번지
"상해 55번지"(55 Street Shanghai)는 한국에서 제작된 고영남 감독의 1965년 멜로/로맨스, 전쟁 영화이다. 김지미 등이 주연으로 출연하였고 곽정환 등이 제작에 참여하였다.

## 출연

### 주연
- 김지미
- 신영균
- 박노식

### 조연
- 이예춘
- 천시자
- 독고성
- 이향
- 전창근
- 장혁
- 방수일
- 조항
- 서영춘
- 김웅
- 지용남
- 최삼
- 성소민

## 기타
- 제작지휘: 안천오
- 제작부장: 강대관
- 제작부장: 허철
- 촬영부: 김환묵
- 조명: 고해진
- 조명부: 짬빠노 박
- 스크립터: 김용석
- 조감독: 이혁수
- 음향: 최형래
- 사운드: 김병수
- 미술: 홍성칠
- 소품: 우종삼
- 특수효과: 이문걸
- 의상: 이해윤
- 진행: 태규일